# Ельц (Гессен)
Ельц (нім. Elz) — громада в Німеччині, знаходиться в землі Гессен. Підпорядковується адміністративному округу Гіссен. Входить до складу району Лімбург-Вайльбург.
Площа — 16,86 км2. Населення становить 7988 ос. (станом на 31 грудня 2020).

## Відомі особистості
В поселенні народився:
- Теодор Бланк (1905—1972) —  німецький політик.